# Motto
Motto – cytat poprzedzający treść utworu, umieszczony tam celowo przez autora, aby wywołać na odbiorcy określone skutki zgodne z zamysłem autora. Istotą motta jest, aby miało ono nie tylko jednorazowy wpływ na odbiorcę podczas zapoznania się z tym mottem, ale także towarzyszyło ono odbiorcy w myślach podczas całego czasu trwania kontaktu z dziełem. Można więc powiedzieć, że motto w pewnym sensie patronuje danemu dziełu. Stąd w związkach frazeologicznych używa się formy motto utworu a nie motto w utworze.

## Cele motta mogą być różne
- Motto może być przesłaniem, rodzajem myśli przewodniej, na którą autor powołuje się w swojej pracy. Myśl ta może odnosić się bezpośrednio do treści utworu, lub też ogólniej – do jego tematyki lub prezentowanych idei. Wybór motta potwierdza więc tutaj stanowisko i poglądy autora, a może także określać jego przynależność do określonego wzorca kulturowego.
- Motto może też odpowiednio zmotywować lub ukierunkować odbiorcę, np. poprzez podniesienie prestiżu utworu metodą powołania się na cytat jakiegoś autorytetu.
- Motto może być jednak użyte również w postaci przeciwnej – jako cytat, który stoi w wyraźnej i jednoznacznej dla odbiorcy sprzeczności z przesłaniem utworu, służąc wtedy za ostrzeżenie.
- Wreszcie motto może być umieszczone, aby odbiorcę wprowadzić w odpowiedni nastrój.

## Cechy motta
- Zastosowanie motta to nie tylko literatura piękna, ale także prace popularnonaukowe oraz stricte naukowe, a nawet duże materiały prasowe. Mottem mogą byś opatrywane nie tylko publikacje tekstowe, ale również graficzne – np. albumy. Motto może towarzyszyć wydarzeniom: festiwalom, wystawom, spektaklom, programom radiowym czy telewizyjnym – jest wtedy umieszczane na zaproszeniach, afiszach,  i katalogach, reklamach, a nawet biletach. Mottem opatrzony może być również film – bywa ono wtedy być wyświetlane w postaci napisu lub jest podawane głosem przez narratora.
- Motto może być umieszczone tylko raz na początku utworu i wtedy odnosi się do jego całości, lub też mottami opatrzone są poszczególne jego części – tomy lub rozdziały – motta odnoszą się wówczas wyłącznie do nich.
- Najczęściej motto dzieła jest cytatem z dzieł innego autora, rzadziej z innych prac autora dzieła, wyjątkowo zaś bywa to fragment bieżącego utworu.
- Oprócz cytatów z dzieł, na motta wykorzystywane są także inne znane teksty, np. fragmenty publicznych wypowiedzi, lub czyjeś znane powiedzonka.
- Motto jest zawsze wyróżnione, aby jednoznacznie odróżniało się od reszty utworu, często bywa również poprzedzane wyrazem motto.
- Jeżeli autor cytatu jest znany, to zawsze podaje się go obok motta. Czasem od treści motta większą rolę odgrywa nazwisko jego autora – bywa wówczas tak, że treść motta jest dość przypadkowa i może nawet nie mieć związku z dziełem, które opatruje, a służy tylko jako pretekst, by powołać się na znane nazwisko.

Jako motta wykorzystywane są znane cytaty, maksymy, sentencje lub aforyzmy, ale mechanizm działa również w drugą stronę: zastosowanie mało znanego cytatu w motcie utworu, który stanie się później sławny, może spowodować, że motto wejdzie do powszechnego obiegu jako znane powiedzenie, nie utożsamiane już ani z cytowanym utworem, ani z utworem, w którym posłużyło za motto.

### Niektóre cytaty są często wykorzystywane za motta innych utworów, np.
- Być, albo nie być, oto jest pytanie – fragment monologu Hamleta Szekspira. Jest to jeden z najpopularniejszych na świecie cytatów wykorzystywanych jako motto. W Polsce cytat ten został użyty, w oryginalnej angielskiej pisowni, m.in. jako motto „Nie-Boskiej komedii” Zygmunta Krasińskiego.
- Wiele popularnych cytatów służących za motta pochodzi ze znanych powieści, jak np. Mały Książę Saint-Exuperiego, czy też Kubuś Puchatek A.A. Milne’a. Książki te, będąc pozornie bajkami, pełne są głębokich przemyśleń, paradoksów i spostrzeżeń dotyczących życia dorosłych, ubranych w formę prostych słów adresowanych do dzieci. Wielu dorosłych wraca do tego typu utworów, powołując się na ich fragmenty w swoich wypowiedziach, a stąd już tylko krok, aby najczęściej przywoływane cytaty zaczęły być wykorzystywane na motta, których sens jest zrozumiały powszechnemu odbiorcy.

## Często spotykane motta w Polsce
- Takie będą Rzeczypospolite, jakie ich młodzieży chowanie – kanclerz Jan Zamoyski, cytat z aktu fundacyjnego Akademii Zamojskiej. Mylnie przypisywany Andrzejowi Fryczowi Modrzewskiemu lub Stanisławowi Staszicowi (ten ostatni jedynie sparafrazował myśl Zamoyskiego w Uwagach nad życiem Jana Zamoyskiego). Cytat często stosowany jako motto prac naukowych na tematy edukacji, bądź pedagogiki, będący także mottem wielu materiałów dotyczących zagadnień politycznych.
- Prawdziwa cnota krytyk się nie boi – Ignacy Krasicki, Monachomachia. Motto wielu materiałów satyrycznych na tematy aktualne.